# Centro Oceanográfico de Cádiz
El Centro Oceanográfico de Cádiz, fundado en 2008, es uno de los nueve centros oceanográficos del Instituto Español de Oceanografía. Se encuentra situado en el puerto marítimo de la ciudad de Cádiz. Éste tiene dos áreas principales de investigación: el Área de Pesquerías y el Área de Medio Marino y Protección Ambiental.

## Historia
En 1938 y 1939 se propuso crear un laboratorio de biología marina en Cádiz. Sin embargo, no fue hasta 1991, cuando surgió la necesidad de asesorar a la Comisión Europea sobre los recursos pesqueros del Golfo de Cádiz, que se decidió crear un centro de investigación pesquera. Este comenzó a funcionar en 1992 con un pequeño equipo trasladado desde el Centro Oceanográfico de Málaga, y así nació la Estación de Biología Pesquera de Cádiz, precursora del actual Centro Oceanográfico de Cádiz.
El equipo original, liderado por Ignacio Sobrino Yraola, incluía a Milagros Millán Merello, Fernando Ramos Modrego, Mª Paz Jiménez Gómez e Inmaculada Barbosa. En 2008, el centro fue formalmente creado y en 2009 se trasladó de nuevo a su sede en el puerto de Cádiz tras una remodelación iniciada en 2005, encontrándose hasta entonces su sede dentro del Centro Andaluz de Ciencia y Tecnología Marina, en el campus universitario de Puerto Real.
En 2011, el centro construyó una colección de crustáceos a partir de ejemplares que fueron recolectando los seis años previos.
En 2012, la sede fue inaugurada oficialmente y el Instituto Español de Oceanografía se integró en la Fundación CEI-MAR y la Escuela Internacional de Doctorado en Estudios del Mar, impulsando su participación en la docencia y la investigación.
A partir de octubre de 2024, el puerto de Cádiz se convertirá en el puerto base del buque oceanográfico del Instituto Español de Oceanografía/Consejo Superior de Investigaciones Científicas Odón de Buen, que será el buque oceanográfico más grande de Europa, con 84,3 metros de eslora y 17,8 metros de manga, construido en los Astilleros Armon de Vigo.